# Vicq-d’Auribat
Vicq-d’Auribat település Franciaországban, Landes megyében. Lakosainak száma 249 fő (2022. január 1.). Vicq-d’Auribat Audon, Bégaar, Cassen, Onard, Saint-Geours-d’Auribat és Saint-Jean-de-Lier községekkel határos.

## Népesség
A település népessége az elmúlt években az alábbi módon változott:
| Lakosok száma | 204  | 177  | 190  | 251  | 266  | 265  | 262  | 261  | 258  | 249  |
|               | 1968 | 1982 | 1990 | 2006 | 2013 | 2015 | 2017 | 2019 | 2020 | 2022 |